# Masalia rhodomelaleuca
Masalia rhodomelaleuca är en fjärilsart som beskrevs av Emilio Berio 1941. Masalia rhodomelaleuca ingår i släktet Masalia och familjen nattflyn. Inga underarter finns listade i Catalogue of Life.